# Велика брезина грбица
 (лат. Biston betularia) је врста лептира из породице Geometridae.

## Опис
Дужина предњих крила 22-28 мм. Величина крила током размаха 45-52 мм. 
- Biston betularia ♂
- Biston betularia ♂  △

#### Животни циклус
У зависности од географског подручја, велика брезина грбица има једну или две генерације годишње. Из светло зелених, издужених јаја еклодирају гусенице чија је главна карактеристика мимикрија гранчица. Од самог почетка ларвланог развоја, интегумент је текстурисан и маркиран тако да наликује гранчици биљке хранитељке, па тако гусеница може имати различите боје, све у зависности од позадине и подлоге. Најчешћа су зелена и смеђа. Тело је веома ригидно и крупно, последњим абдоминалним сегментима придодате су дорзалне туберкуле, а главена капсула има карактеристичан усек. Све ове модиофикације, заједно сам положајем који гусеница заузима доприносе камуфлажи. Даљим истраживањима утврђено је да гусеница велике брезине грбице, а вероватно и њени ближи сродници који имају сличну стратегију преживљавања, има екстраокуларну рецепцију свог окружења, што је експериментално и доказано.Врста преживљава у стаидјуму лутке која је плитко укопана, а одрасле јединке лете у пролећним и летњим месецима. Ноћни су летачи.

#### Биљка хранитељка
Гусенице се хране полифагно, најчешће лишћем листопадног дрвећа, али по потреби могу прећи и у зељасти слој.

## Распострањеност
Biston betularia је распострањена у  Кини, Русији, Монголији, Јапану, Северној Кореји, Јужној Кореји, Непалу, Казахстану, Киргистану, Туркменистану, Грузији, Азербејџану, Јерменији, у Европи и Северној Америци.

## Индустријски меланизам
Пример индустријског меланизма (пигментације) велике брезине грбице (Biston betularia) користи се већ пола века за разумевање дарвинистичке природне селекције. Наиме, у последњој деценији је било и више него икад противника Дарвинове теорије и овог примера. Овде ће се навести управо њихове критике (од којих се издвајају четири категорије), као и разлози зашто је пигментација велике брезине грбице „погрешно протумачена” (по њима), а што чини читав спектар оптужби, почев од ненамерног неразумевања механизама екологије и генетике ове специјације мољца, па чак до свесне научне преваре (и манипулаторних експеримената). У исто време, њихове ће се тврдње, редом, демантовати, што ће резултовати увидом у то да је случај индустријског меланизма велике брезине грбице, ипак један од најјаснијих и најсхватљивијих примера дарвинистичке еволуције на делу, и да се, као такав, и даље треба користити на часовима биологије.
Укратко, прича о великој брезиној грбици огледа се у томе што се, првобитно, ова врста одликовала само једном формом (типичном, непигментисаном), при чему је иста била светло обојена (бела) са црним пегама.
Овакав фенотип истој је омогућавао више него добру камуфлажу од предатора, с обзиром да се више него добро уклапала у свој најчешћи хабитус – међу корама стабала дрвећа и њихових грана, најшешће обраслим истобојним лишајевима. Међутим, са појавом индустријске револуције, и пратећом полуцијом, до сада, нетакнут хабитат мољца почиње да трпи корените промене, јер су се чађ и гареж, настали сагоревањем фосилних горива у фабрикама, брзо таложили по дрвећу и њихова дебла чинили још тамнијим, при чему су, додатно, и лишајеви ишчезавали чинећи боју коре коју су насељавали још мркијом и загаситијом (зато лишајеви и јесу добар биоиндикатор стања животне средине, тачније њене ваздушне компоненте, и један од алата у биомониторингу стања загађености атмосфере). Са насталим променама средине, и брезина грбица се морала прилагођавати (адаптирати), а то је учињено тако што је фаворизована, овога пута, његова друга, црна форма (пигментисана), која се сада, као таква, исто тако добро могла стопити са својом подлогом (а које су, обе, биле тамне).
Како се ово десило у кратком временском периоду, и не чуди зашто је овај пример један од најбољих илустрација природног одабирања и његових механизама (а који су се пре ове појаве, једино могли конкретно објашњавати на примерима бактерија, чија је репродукција рапидна и геометријско-прогресивна, при чему су промене у потомству релативно лако уочљиве). Као додатни прилог адаптибилности B. betularia-e иде и то што ова врста повремено доживљава и регресивну еволуцију, при чему се враћа у своје „оригинално стање”, односно варијетет (расу, ...), а што, управо, многи антиеволуционисти користе као аргумент против Дарвинизма.

## У корист дарвинизма
Пре 1848. у Енглеској, велике брезине грбице су биле беле (или беличасти) и мање-више црно пегави, што је и чинило њихову типичну (класичну) форму: форма тyпица. 1848. Едлестон, у Манчестеру, примећује црну форму овог мољца, односно, меланизовану (пигментисану): f. carbonaria. Исте године, 98% манчестерских брезиних грбица је било црне форме. Тада викторијански лепидоптерист Тут први пут даје објашњење ове појаве примећујући да су тадашња два највећа загађивача, допринели селекцији нове форме из старе. Сумпор-диоксид је убијао лишајеве који су расли по стаблима, а чађ је потамњивала сада голо дрвеће, а што је допринело бољој уочљивости типичних форми мољаца од стране птица (јер су се налазили на тамнијој подлози), и већем преживљавању пигментисаних (будући да их птице нису могле приметити). На самом почетку, Тутт-ова хипотеза је одбацивана и од стране орнитолога и од стране ентомолога, јер је сматрано да мољци (који су активни ноћу) нису плен избора птицама које су дневне животиње. Више од пола века касније, Кетлевел први покушава Тут-ову тврдњу експериментално потврдити. Рано ујутру би у две одвојене шуме (једне загађене у Бирмингаму, а друге чисте у Дорсету) пустио исти број и белих и црних форми великих брезиних грбица. Пред вече би се тамо враћао (пре него што би мољци постали активни), при чему је могао лично да се увери у то да је у загађеној шуми било 366 (62,57%) пигментисаних мољаца, а белих 107 (45.79%), чиме је доказао да се заиста десила природна селекција, и то у једном дану (како су мољци неактивни дању, смањење њиховог броја указивало је само на то да су исти поједени). У чистој шуми, наравно, од укупно 190 мољаца, њих 164 (86%) колико је било поједено од стране птица (што је Кетлевел лично посматрао), било је пигментисано. Како би став доказао, замолио је холандског професора Нико Тинберген-а (добитника Нобелове награде) да му помогне око снимања овог феномена (1955), тачније снимања птица како успевају да примете нефаворизоване јединке мољаца током дана, иако се они тада одмарају, и како се исте њима хране (грабљивице су биле пар црвенперки). Током тродневног снимања било је јасно – први пут се од Дарвинове хипотезе, дошло до чињенице.
Касније су експерименти настављани (и по неколико година), додатно објашњавани Менделовим правилима наслеђивања, а откриване су и прелазне форме велике брезине грбице.
Управо су те прелазне форме, и недовољно разумевање генетичких процеса ове врсте довели до великог броја критичара.

## Критике дарвинизма
Критике се углавном баве улогом Кетлев-овог ментора Форд-а, и непомињањем других врста мољаца (само у Енглеској је више од 100 њих), а које имају афинитета ка индустријском меланизму, у првим експериментима.
Једна група критика заговара проблеме непознавања екологије и понашања мољца, чиме потенцира недоследности око избора подлоге (хоризонталне гране, или вертикална стабла). Друга, пак, проблеме вештачких и сиромашних експерименталних протокола, по којима су, том приликом, у поменуте шуме интродуковане врсте које се природно не налазе у њима. Ту су и квазинаучне критике, а које су производ непознавања елементарних факата везаних за таксономију, тј. систематику велике брезине грбице (које су највише и најгласније нападале ову еволуцију на делу као резултат незнања, иако су праве незналице били управо они од којих су исте и потекле). На крају, ту су и тврдње по којима се ради о манипулацији подацима и/или научној превари, што никада није доказано (тако нешто нема упоришта ни у једном историјском податку).
Коначно, историја показује да ово није само одличан пример дарвинистичке еволуције на делу, већ и научне методологије. Тако овај случај није захтевао превише напора у побијању хипотеза неких лобиста антиеволуције да су главни предатори велике брезине грбице слепи мишеви (а који су, такође, активни ноћу па се овима тада хране, и то одређеном формом, и полом, тј. мужјацима – који су активнији од женки мољаца !?), и при потврђивању теорије након доношења еколошких регулатива (чиме је загађење минимизирано, а што се десило и са индустријски меланизованом формом). Наравно ту је и прегршт других примера еволуције и природне селекције: резистентност бактерија на антибиотике, неких глодара и инсеката на пестициде, и специјализованих биљака за тешке метале на исте, величина и облик кљунова зеба са Галапагоса, полиплоидне врсте. Али пример велике брезине грбице и његовог индустријског пигментизма је најприступачнији јер укључује елементе познате већини: птице и мољце, боје и вид, камуфлажу и загађење, исхрану и смрт.

## Дарвинизам или креационизам
Критичара ће увек бити који заговарају идеје креационизма као вид адаптивне еволуције коју треба учити у школама као пандан Дарвинове теорије, и ту се не може учинити много. Наравно, научна заједница не може забранити њихове ставове у склопу наставе филозофије или религије, али може, треба и мора када се ради о часовима биологије. У сваком случају, антиеволуционисти ће се и тамо помињати, али само као пример разлика између науке и бесмисла.

## Галерија
- Подврста parva мужјак
- Подврста parva женка
- Подрвста nepalensis мужјак
- Подврста nepalensis женка